# Mona Juul

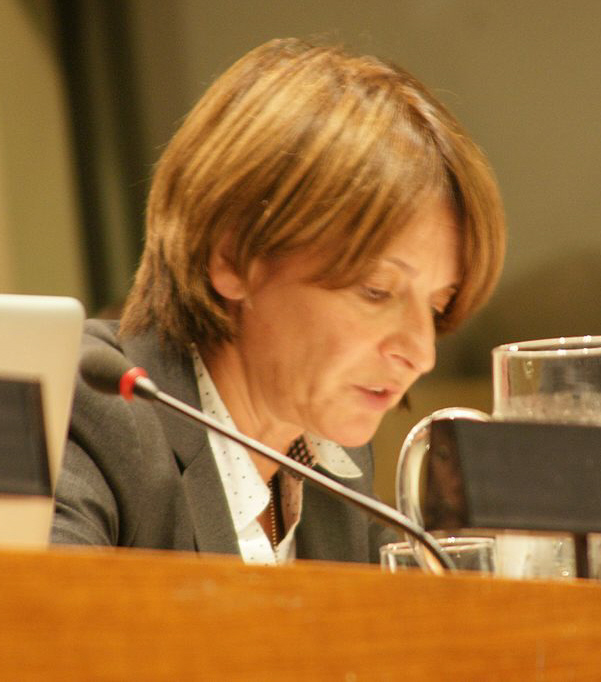
Mona Juul (2009)

Mona Juul, född den 10 april 1959 i Steinkjer, Norge, är en norsk politiker och diplomat.

## Karriär

### 1990-talet
Under 1990-talet spelade hon tillsammans med sin make Terje Rød-Larsen en nyckelroll under de hemliga förhandlingarna mellan Israel och PLO som förde fram till Osloavtalet, vilket signerades den 13 september 1993 i Washington, D.C..

### 2000-talet
Under Jens Stoltenbergs första regering, år 2000 till 2001 var hon statssekreterare i utrikesdepartementet. 2001-2004 var hon norsk ambassadör i Israel och 2005-2010 ställföreträdande ambassaödör för den norska delegationen till FN i New York. Hon har väckt uppmärksamhet genom sin skarpa kritik av generalsekreterare Ban Ki-moon för bristande ledaregenskaper. 2011 utnämndes hon till expeditionschef vid norska utrikesdepartementet.

## Familj
Juul och har två barn, Emma och Edvard, med maken Terje Rød-Larsen.